# Reinhard Paß
Reinhard Paß (* 21. Dezember 1955 in Lembeck, heute Stadtteil von Dorsten) ist ein deutscher Politiker der SPD. Er war von 2009 bis 2015 Oberbürgermeister der Stadt Essen.

## Leben
Reinhard Paß wurde 1955 in Lembeck im Kreis Recklinghausen geboren. Seit 1963 lebt er in Essen. Er besuchte die Realschule am Schloss Borbeck und war darauffolgend Schüler der Fachoberschule für Technik in Mülheim an der Ruhr. Anschließend studierte er an der Universität-Gesamthochschule Essen Chemie und erlangte den Abschluss des Diplomingenieurchemikers.
Seit 1977 arbeitete er bei der Firma DMT, wo er 2006 zum Betriebsratsvorsitzenden gewählt wurde. Paß ist verheiratet und hat zwei Söhne.

## Politische Tätigkeit
Paß trat 1983 der Sozialdemokratischen Partei Deutschlands (SPD) bei. Zu Beginn der 1990er Jahre war er in politischer Funktion in der Essener Bezirksvertretung II tätig. Seit 1994 ist er Mitglied im Rat der Stadt Essen, in dem er von 1998 bis 2003 als stellvertretender Fraktionsvorsitzender und ab 2004 als Fraktionsvorsitzender der SPD fungierte. Bei der Kommunalwahl in Essen 2009 wurde er zum Oberbürgermeister der Stadt Essen gewählt. Bei der Oberbürgermeisterwahl 2015 verlor er in der Stichwahl gegen seinen Herausforderer Thomas Kufen (CDU), dessen Amtsantritt war am 21. Oktober 2015.